# Beluschja Guba

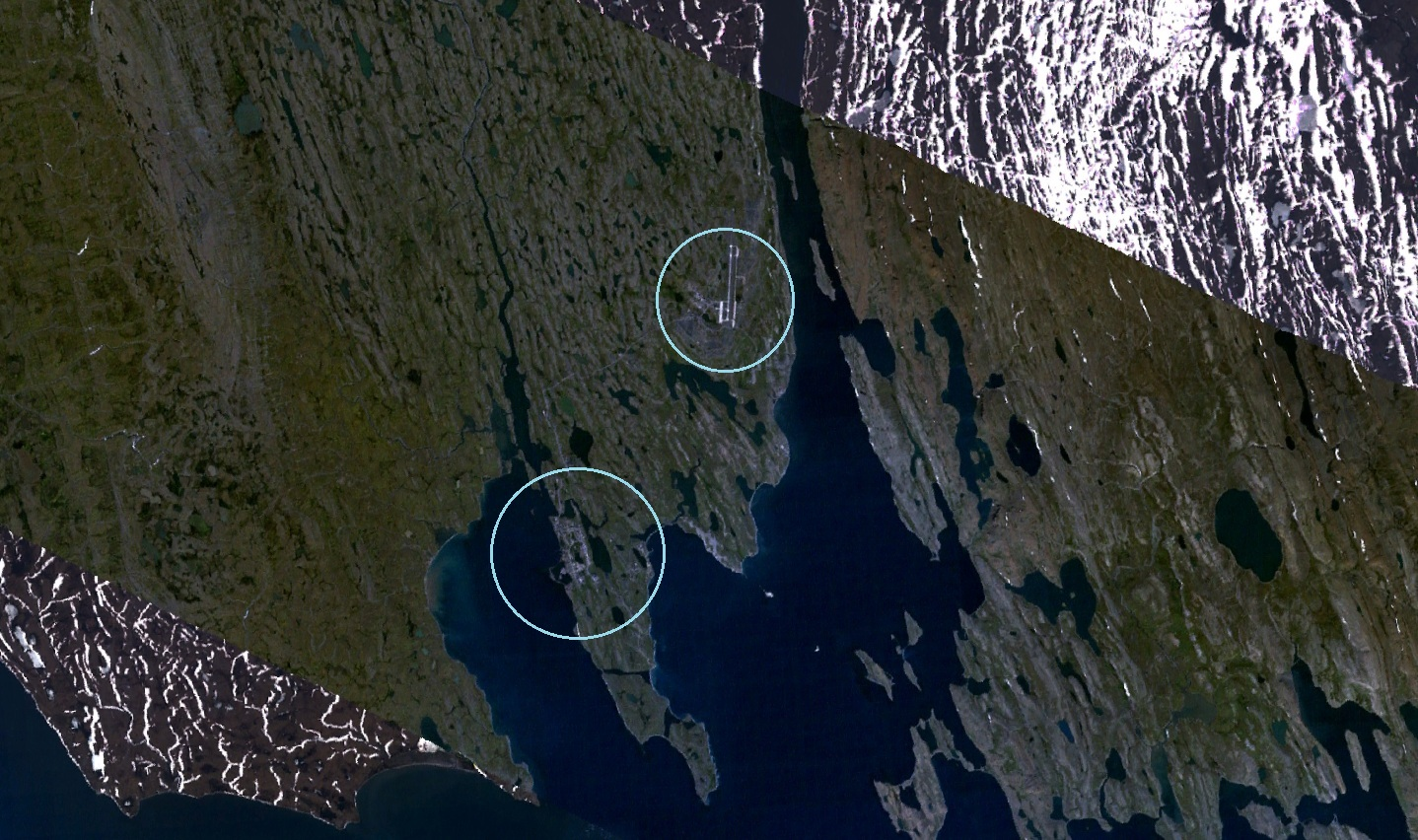
Beluschja Guba im unteren Kreis auf einem NASA-Satellitenbild. Im oberen Kreis liegt die Militärluftbasis Rogatschowo.

Beluschja Guba (russisch Белу́шья Губа́) ist eine Siedlung städtischen Typs im Archipel Nowaja Semlja. Es ist dem autonomen Kreis der Nenzen untergestellt, welcher Teil der Oblast Archangelsk ist. Die Siedlung hat 1972 Einwohner (Stand 14. Oktober 2010). Die meisten Einwohner gehören der Urbevölkerung, den Nenzen, an.

## Geographie
Beluschja Guba befindet sich an der gleichnamigen Bucht im Westen der Südinsel von Nowaja Semlja, auf der Halbinsel Gussinaja Semlja. Neun Kilometer nordöstlich der Siedlung befindet sich die Militärluftbasis Rogatschowo.
Die Bucht wird das ganze Jahr über von warmen Meeresströmungen umströmt. Der Eintritt in die Bucht ist 30 bis 50 Meter und die Bucht selbst 10 bis 30 Meter tief. Durch diese Bedingungen ist sie das ganze Jahr mit Schiffen aller Klassen, mit nur minimalem Einsatz von Eisbrechern, befahrbar. In harten Wintern reicht das gefrorene Eis maximal 1 km weit aus der Bucht und ist nur maximal einen Meter dick. Die Bucht ist durch natürliche Gegebenheiten gut vor schwimmenden Eismassen geschützt.

## Geschichte
Im Jahr 1894 wurde bei einem Besuch des damaligen Gouverneurs des Gouvernementes Archangelsk A. P. Engelgard entschieden, dass Beluschja Guba zum Siedlungsort wird. Im Jahre 1896 erforschte eine Expedition auf dem Schiff Samojed (Самоед) das westliche Ufer der Insel Nowaja Semlja. Einige der Expeditionsteilnehmer wurden Namensgeber für geografische Objekte der Insel. So wurden die Kaps Lilje  (Лилье) und Morosow (Морозов), der Golf Gawrilow (Гаврилов) und die Buchten Nasimow (Назимов) nach Mitgliedern der Expedition benannt. Am Ufer der Bucht Samojed entstand 1897 die Siedlung Beluschja Guba.
Am 17. September 1954 wurde auf Nowaja Semlja das Nukleare Testgelände Nowaja Semlja gegründet. In den Folgejahren fanden auf Nowaja Semlja zahlreiche Kernwaffentests statt. Beluschja Guba wurde während dieser Zeit zum zentralen Wohn- und Wissenschaftszentrum von Nowaja Semlja. Am 27. Februar 1992 unterschrieb der Präsident der Russischen Föderation Boris Jelzin Dekret № 194. Damit wurde das Testgelände zum Zentralen Testgelände der Russischen Föderation (Центральный полигон Российской Федерации; ZPRF) gemacht.

## Wirtschaft
Beluschja Guba ist heute der Hauptort des Zentralen Polygons der Russischen Föderation, eines Kernwaffentestgebiets. Am 30. Oktober 1961 wurde dort mit der sogenannten Zar-Bombe der atomare Sprengsatz mit der bislang stärksten Sprengkraft (über 50 Megatonnen TNT-Äquivalent) gezündet.
In der Siedlung gibt es 17 Wohnhäuser, eine Schule für 560 Schüler, einen Kindergarten mit 80 Plätzen, drei Hotels, die Fernseh- und Radiostation Orbita (russisch Орбита), ein Militärkrankenhaus, ein Haus der Offiziere und eine orthodoxe Kirche.
Eine Rolle spielen die Fischerei und die Pelztierjagd, insbesondere auf den Polarfuchs.
In naher Zukunft soll Beluschja Guba zu einem wichtigen Transportzentrum werden. Es existiert ein Projekt für einen großen Erdölhafen in Beluschja Guba, von dem das Erdöl aus Westsibirien und Gas von der Jamal-Halbinsel weiter transportiert werden soll. In der Umgebung der Siedlung gibt es Edelmetall- (unter anderem Silber) und Nichteisenmetallvorkommen (Mangan, Blei, Zink). Bei der Ausbeutung der nahegelegenen Erzvorkommen sollen die Erze vom Hafen aus weiter auf dem Seeweg transportiert werden. Der Bau eines Erdölhafens in Beluschja Guba würde die Ausgaben für den Export von Erdöl im Vergleich zum Transport mit einer Pipeline senken.